# Красюк, Сергей Александрович
Серге́й Алекса́ндрович Красю́к  (17 ноября 1961 — июль 1994, Киев, УССР, СССР) — советский пловец, Олимпийский чемпион 1980 года, мастер спорта СССР международного класса (1980), заслуженный мастер спорта СССР (1980).

## Спортивная карьера
На Олимпийских играх 1980 года в Москве Сергей Красюк стал олимпийским чемпионом в эстафете 4×200 м вольным стилем и завоевал серебряную медаль в комбинированной эстафете 4×100 м (правда в финальных заплывах в обеих дисциплинах не участвовал). В индивидуальных соревнованиях занял 6 место на дистанции 100 м вольным стилем.
На следующей Олимпиаде в Лос-Анджелесе не принимал участия из-за бойкота СССР, участвовал в играх «Дружба-84», завоевал золотую и серебряную медаль в эстафетах 4×100 м и 4×200 м вольным стилем, бронзовую медаль на дистанции 200 м вольным стилем. 
На чемпионате мира 1982 года в Гуаякиле стал серебряным призёром в эстафете 4×100 м вольным стилем.
Чемпион Европы 1981 и 1983 годов в эстафетах.
Чемпион СССР 1980 (100 м вольный стиль), 1984 (200 м вольный стиль), а также многократный в эстафетном плавании.
В 1981 году окончил Киевский институт физической культуры.

## Личные рекорды
- 200 метров вольным стилем: 1:51,09 (Москва, 1984)